# Житище (Великолукский район)
Житище — деревня в Великолукском районе Псковской области России. Входит в состав сельского поселения «Черпесская волость».
Расположена на севере района, на правом берегу Ловать, в 36 км к северу от райцентра Великие Луки и в 3 км к югу от волостного центра, деревни Черпесса.

## Население
Численность населения деревни по состоянию на 2000 год составила 9 жителей, на 2010 год — 7 жителей.